# Сильванский, Александр Васильевич
Александр Васильевич Сильванский (1915—1978) — советский авиаконструктор, генеральный конструктор КБ на заводе № 153.

## Биография
Окончил Московский авиационный институт (МАИ), после окончания которого успел поработать на двух заводах — сперва технологом, затем инженером в отделе снабжения. Информация о том, что он являлся зятем М. М. Кагановича не имеет подтверждений. В 1938—1940 возглавлял КБ на заводе № 153 в Новосибирске, которое было организовано в основном из специалистов ОКБ Д. П. Григоровича. Сконструировал вместе со сподвижником И. П. Лемишевым (Леминовским) (впоследствии бежавшим в 1941 в США и перешедшим на работу в фирму И. И. Сикорского) одноместный истребитель (по другим данным фоторазведчик) И-220 (ИС). По итогам испытаний руководство ЦАГИ передало в народный комиссариат авиационной промышленности своё заключение, после ознакомления с которым новый народный комиссар авиационной промышленности А. И. Шахурин приказал КБ Сильванского разогнать, опытный образец И-220 передать в МАИ как учебное пособие факультета самолётостроения (чтобы будущие авиационные инженеры знали, как не надо проектировать), а самого главного конструктора привлечь к уголовной ответственности за вредительство. Был судим, но не за растраченные впустую на безуспешный проект десятки миллионов рублей, а за то, что взял с завода казённый автомобиль ЗИС-101, который использовал в собственных нуждах и опрокинул в кювет. Впоследствии работал у С. П. Королёва и проектировал подъёмно-транспортные машины.